# Natività (Pittoni)
Natività è un dipinto di Giambattista Pittoni, eseguito tra il 1730-1740 e conservato nella collezione permanente del Museo di Belle Arti di Quimper in Francia.

## Descrizione
La presenza della Madonna con bambino è da sempre il tema più prezioso dei dipinto di Pittoni, in particolare quando sono rappresentati con la presenza di toni "blu Pittoni".